# Armand Maillard
Armand Maillard (Offroicourt, 18 giugno 1943) è un arcivescovo cattolico francese.

## Biografia
Nato nel 1943, è ordinato sacerdote nel 1970.
Il 5 ottobre 1996 è consacrato vescovo di Laval dall'arcivescovo Louis-Marie Billé (poi cardinale), suo predecessore.
Come vescovo di Laval partecipa alla GMG in Canada nel 2002, presieduta da Giovanni Paolo II. In questo contesto tiene una sessione di catechesi sul tema Voi siete il sale della terra.
Promosso all'arcidiocesi di Bourges, fa il suo ingresso ufficiale in cattedrale il 14 ottobre 2007. Come nuovo arcivescovo di Bourges acquista il titolo onorifico di patriarca degli Aquitani.
Il 25 luglio 2018 papa Francesco accoglie la sua rinuncia, per raggiunti limiti di età, al governo pastorale dell'arcidiocesi.

## Genealogia episcopale
La genealogia episcopale è:
- Cardinale Guillaume d'Estouteville, O.S.B.
- Papa Sisto IV
- Papa Giulio II
- Cardinale Raffaele Sansone Riario
- Papa Leone X
- Papa Paolo III
- Cardinale Francesco Pisani
- Cardinale Alfonso Gesualdo di Conza
- Papa Clemente VIII
- Cardinale Pietro Aldobrandini
- Cardinale Laudivio Zacchia
- Cardinale Antonio Barberini, O.F.M.Cap.
- Cardinale Nicolò Guidi di Bagno
- Arcivescovo François de Harlay de Champvallon
- Cardinale Louis-Antoine de Noailles
- Vescovo Jean-François Salgues de Valderies de Lescure
- Arcivescovo Louis-Jacques Chapt de Rastignac
- Arcivescovo Christophe de Beaumont du Repaire
- Cardinale César-Guillaume de la Luzerne
- Arcivescovo Gabriel Cortois de Pressigny
- Arcivescovo Hyacinthe-Louis de Quélen
- Vescovo Louis-Charles Féron
- Vescovo Pierre-Alfred Grimardias
- Cardinale Guillaume-Marie-Romain Sourrieu
- Cardinale Léon-Adolphe Amette
- Arcivescovo Benjamin-Octave Roland-Gosselin
- Cardinale Paul-Marie-André Richaud
- Cardinale Paul Joseph Marie Gouyon
- Vescovo Charles-Auguste-Marie Paty
- Cardinale Louis-Marie Billé
- Arcivescovo Armand Maillard